# Biathlon czołgowy

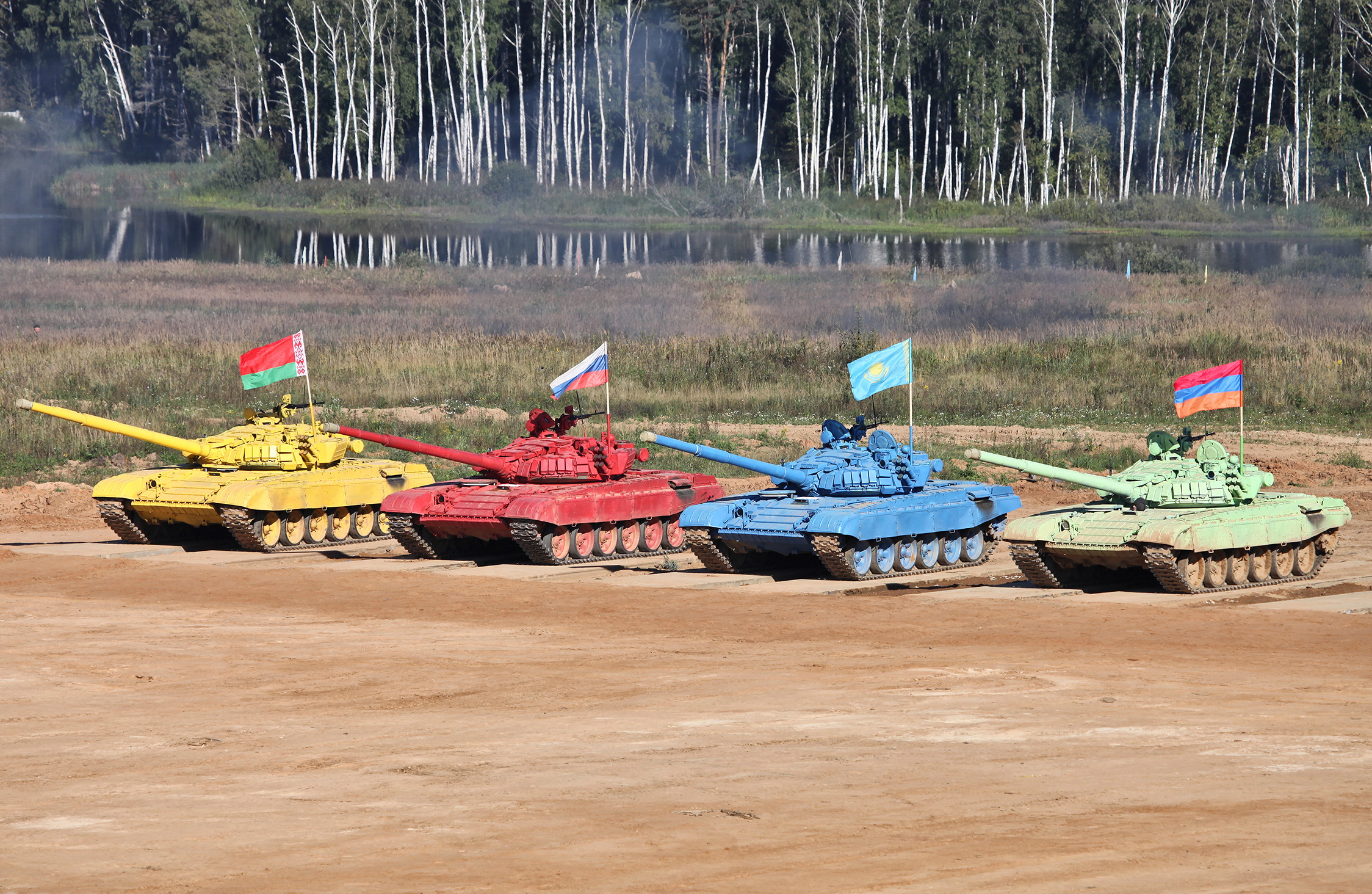
Czołgi T-72 startujące w zawodach w 2013

Biathlon czołgowy (ros. Танковый биатлон) – dyscyplina sportów wojskowych wymyślona w Rosji na początku XXI wieku, w której zawodnicy poruszają się czołgiem i strzelają z dział czołgowych i karabinów maszynowych do celów, którymi są tarcze symbolizujące pojazdy bojowe oraz nisko lecące śmigłowce. Celem dyscypliny jest zaszczepienie ducha rywalizacji wśród żołnierzy oraz zwiększenie możliwości i testowanie taktyki wojsk pancernych.

## Historia
W 2013 w finałach na poligonie niedaleko wsi Ałabino (obwód moskiewski), w dniach 12−17 sierpnia wzięły udział drużyny z Armenii, Białorusi, Rosji i Kazachstanu, operujące czołgami T-72. Dwie trasy miały długości około 6100 i 3000 metrów, a czołgi musiały przebyć przeszkody wodne i lądowe oraz strzelać do niespodziewanie pojawiających się celów rozstawionych w nieznanych miejscach. Zmagania czołgów śledziło na telebimach blisko trzy tysiące widzów. Zwyciężyła załoga rosyjska, każdy z jej członków dostał samochód.
W 2014 w finałach na poligonie niedaleko wsi Ałabino w dniach 4−16 sierpnia rywalizowało 12 załóg z 12 krajów: Angoli, Armenii, Białorusi, Chin, Indii, Kazachstanu, Kirgistanu, Kuwejtu, Mongolii, Serbii, Rosji i Wenezueli. Z powodu aneksji Krymu przez Rosję z zawodów wycofała się, zaproszona wcześniej, drużyna Stanów Zjednoczonych. Według nowych zasad dodano rundę drugą i trzecią finału. W drugiej rundzie załogi otrzymały zadanie niszczyć przy użyciu współosiowego karabinu maszynowego cele imitujące przeciwpancerne oddziały piechoty, a w trzeciej zadanie wyeliminowania armaty przeciwpancernej za pomocą zdalnie sterowanego wielkokalibrowego karabinu maszynowego.

## Zasady
W eliminacjach czołgi muszą przebyć trasę o długości 10 kilometrów, oddając w wyznaczonych punktach strzał do pojawiających się tarcz, wyobrażających przeciwnika, a rozstawionych w odległości od 900 do 2200 metrów. Niecelne strzały karane są karnym, półkilometrowym okrążeniem. Zwycięża pojazd, który najszybciej pokona całą trasę. Zawody odbywają się we wszystkich okręgach wojskowych, a zwycięzcy turniejów przechodzą do dalszych rund, które kończą się finałem rozgrywanym z udziałem zaproszonych załóg z zagranicy.
Konkurs składa się z trzech etapów:
1. Wyścig indywidualny (uczestniczą wszystkie zespoły)
2. Sztafeta - półfinał (8 drużyn w każdej Dywizji)
3. Sztafeta - finał (uczestniczą 4 drużyny w każdej Dywizji)
Wyścig indywidualny
Zespół składa się z trzech załóg, każda na własnym czołgu. Oddzielny start, w odstępie 1-2 minut. (na trasie są jednocześnie 4 czołgi). Każda załoga pokonuje trzy okrążenia na trasie o długości 3-5 km. Czołgiści mają do pokonania wiele przeszkód, takich jak bród, kopiec, nachylenie, skarpa, rów przeciwczołgowy i inne. W pierwszym kręgu strzelanie odbywa się z armaty z trzema regularnymi strzałami z armaty do trzech celów (cel #12 „Czołg”). W drugim okręgu wystrzeliwany jest przeciwlotniczy karabin maszynowy (cel – #25 „Śmigłowiec”). W trzecim kole strzela współosiowy karabin maszynowy PKT (cel - #9 „RPG”). Od 2016 roku cel #9 „RPG” wykonywany jest ze szkła, dzięki czemu ćwiczenie jest bardziej widowiskowe.
Pętla karna (500 metrów) jest przypisana do każdego celu, który nie został trafiony. Za nieudane manewry (uderzenie w „minę”, zburzenie ograniczające słupy itp.) załogom przyznawane są punkty karne.
Od 2017 roku zamiast naliczania punktów karnych wprowadzono obszary karne, w których załoga, która dopuściła się naruszenia, wykonuje zadanie #1 „Przegląd kontrolny czołgu”. 
Zwycięzca w mistrzostwach załóg czołgów jest ustalany na podstawie najlepszego czasu na podstawie wyników pierwszego etapu.
Do półfinału etapu „Sztafetowego” awansuje dwanaście drużyn Konkursu, które zdobyły największą liczbę punktów na podstawie wyników „Wyścigu indywidualnego”.
Od 2019 roku do półfinału etapu sztafetowego w każdej dywizji awansuje osiem drużyn z największą liczbą punktów w Wyścigu Indywidualnym.
Sztafeta - półfinał
Na jeden czołg przypadają 3 załogi, następuje zmiana. Każda załoga pokonuje 4 okrążenia (3-5 km), pokonując przeszkody i strzelając do celów na trzech liniach ognia. Strzelanie odbywa się z armaty czołgowej w ruchu na trzy cele #12 „Czołg”, z miejsca ze współosiowego karabinu maszynowego na trzy cele #9 „RPG” i przeciwlotniczego karabinu maszynowego na cele #11 „Działo przeciwpancerne” i #25 „Śmigłowiec”. Kolejność strzelania dla każdej z drużyn przy pokonywaniu dystansu „Sztafetowego” ustalana jest wcześniej przez losowanie. Jednoczesny start.
Sztafeta - finał
W finale sztafety biorą udział cztery zespoły, które w sztafecie półfinałowej pokazały najlepsze wyniki.

## Mistrzostwa Świata
Zawody biathlonowe czołgów odbywają się w Rosji corocznie od 2013 roku, w lipcu-sierpniu, na poligonie Alabino. Od powstania biathlonu czołgowego w 2013 roku w mistrzostwach świata wzięło udział 30 drużyn. W co najmniej jednym sezonie do sztafet zakwalifikowały się 22 drużyny narodowe.
Na Mistrzostwach Świata 2019 dokonano istotnych zmian w regulaminie zawodów. Zgodnie z wynikami poprzednich mistrzostw drużyny zostały podzielone na dwie dywizje. W skład "Dywizja I" wchodzi 12 drużyn, które zajęły najwyższe miejsca w poprzednich mistrzostwach. "Dywizja II" obejmowała pozostałe drużyny, a także drużyny biorące udział po raz pierwszy.
Tabela przedstawia miejsca drużyn według wyników Mistrzostw Świata, a także najlepsze wyniki w każdym sezonie (oznaczone kolorem). Drużyny są uszeregowane według najlepiej zajętych miejsc na koniec mistrzostw świata. Kolumna „Ocena” pokazuje średnią arytmetyczną miejsc zajmowanych przez drużyny. W przypadku drużyn z "Dywizja II" pierwsza liczba to miejsce w dywizji, a druga liczba to miejsce bezwzględne. Drużyny są uszeregowane według ich średniego (bezwzględnego) miejsca.
| Drużyna           | Ocena | 2013 | 2014 | 2015 | 2016 | 2017 | 2018 | 2019  | 2020 | 2021 | 2022  | 2023 |
| ----------------- | ----- | ---- | ---- | ---- | ---- | ---- | ---- | ----- | ---- | ---- | ----- | ---- |
| Rosja             | 1.00  | 1    | 1    | 1    | 1    | 1    | 1    | 1     | 1    | 1    | 1     |      |
| Chiny             | 2.78  |      | 3    | 2    | 2    | 3    | 2    | 6     | 2    | 2    | 3     |      |
| Kazachstan        | 3.50  | 2    | 4    | 4    | 3    | 2    | 4    | 3     | 5    | 3    | 5     |      |
| Białoruś          | 3.56  | 3    | 5    |      | 4    | 4    | 3    | 2     | 3    | 6    | 2     |      |
| Azerbejdżan       | 5.00  |      |      |      | 7    | 5    | 5    | 4     | 4    | 4    | 6     |      |
| Serbia            | 7.00  |      | 8    | 3    | 5    | 6    | 11   | 8     | 7    | 8    |       |      |
| Indie             | 7.00  |      | 6    | 5    | 6    | 12   | 6    |       |      |      |       |      |
| Armenia           | 9.25  | 4    | 2    | 8    | 9    | 10   | 10   | 11    |      |      | 10 20 |      |
| Mongolia          | 7.63  |      | 9    | 10   | 8    | 8    | 7    | 5     |      | 7    | 7     |      |
| Kirgistan         | 9.44  |      | 7    | 6    | 10   | 11   | 12   | 10    | 8    | 1 12 | 9     |      |
| Iran              | 10.80 |      |      |      | 12   | 7    | 9    | 12    |      |      | 4 14  |      |
| Wenezuela         | 10.00 |      | 10   | 11   | 15   | 9    | 8    | 7     |      | 10   | 10    |      |
| Syria             | 11.25 |      |      |      |      |      | 13   | 9     |      | 11   | 2 12  |      |
| Uzbekistan        | 7.00  |      |      |      |      |      |      | 1 13  | 6    | 5    | 4     |      |
| Tadżykistan       | 13.00 |      |      | 7    | 14   | 13   | 14   | 7 19  | 3 11 | 2 13 | 3 13  |      |
| Kuwejt            | 13.67 |      | 12   | 9    | 13   | 15   | 15   | 6 18  |      |      |       |      |
| Angola            | 14.67 |      | 11   | 12   | 11   | 14   | 19   | 9 21  |      |      |       |      |
| Kuba              | 15.00 |      |      |      |      |      |      | 3 15  |      |      |       |      |
| Nikaragua         | 15.00 |      |      | 13   | 16   | 16   |      |       |      |      |       |      |
| Wietnam           | 11.40 |      |      |      |      |      | 17   | 2 14  | 1 9  | 9    | 8     |      |
| Mjanma            | 14.00 |      |      |      |      |      | 16   | 5 17  | 4 12 | 3 14 | 1 11  |      |
| Laos              | 16.17 |      |      |      |      | 17   | 18   | 8 20  | 2 10 | 5 16 | 6 16  |      |
| Uganda            | 19.00 |      |      |      |      | 19   | 22   | 4 16  |      |      |       |      |
| Zimbabwe          | 19.20 |      |      |      | 17   | 18   | 20   | 11 23 |      |      | 8 18  |      |
| Południowa Afryka | 21.00 |      |      |      |      |      | 21   |       |      |      |       |      |
| Sudan             | 20.50 |      |      |      |      |      |      | 10 22 |      |      | 9 19  |      |
| Katar             | 17.00 |      |      |      |      |      |      |       | 8 16 | 7 18 |       |      |
| Kongo             | 13.00 |      |      |      |      |      |      |       | 5 13 |      |       |      |
| Abchazja          | 16.00 |      |      |      |      |      |      |       | 6 14 | 6 17 | 7 17  |      |
| Osetia Południowa | 15.00 |      |      |      |      |      |      |       | 7 15 | 4 15 | 5 15  |      |
| Mali              | 20.00 |      |      |      |      |      |      |       |      | 8 19 | 11 21 |      |

| Legend | Legend                                  |
| ------ | --------------------------------------- |
|        | Uczestnik                               |
|        | Sztafeta                                |
|        | Finałowy wyścig sztafetowy              |
|        | Uczestnik (Dywizja II)                  |
|        | Sztafeta (Dywizja II)                   |
|        | Finałowy wyścig sztafetowy (Dywizja II) |